# Parteisekretär
Parteisekretär oder Sekretär einer politischen Partei ist ein leitender Funktionär, der innerhalb der Organisation der Partei auf verschiedenen Hierarchieebenen eingerichtet sein kann. Es gibt Parteisekretäre der Grund- und höherer Organisationen, Sekretäre und Generalsekretäre. Sie können hauptamtlich oder ehrenamtlich bestellt bzw. gewählt sein.

## Geschichte

### Ende 19. und Anfang des 20. Jahrhunderts (Auswahl)
Als erste deutsche Partei führte die Sozialdemokratische Partei Deutschlands die Funktion von Sekretären ein. Es handelte sich dabei um Arbeiterfunktionäre, welche die Gruppen und Organisationen der Partei organisierten und führten. Sie arbeiteten eng mit den jungen Gewerkschaften zusammen, die ihrerseits Arbeitersekretäre einsetzten.
Das Amt des Parteisekretärs gab es unter anderem auch in der katholischen Zentrumspartei sowie im linksliberalen Nationalsozialen Verein.
In der italienischen National-Faschistischen Partei war der Parteisekretär der zweitmächtigste Mann des Regimes nach Mussolini.
Parteisekretäre waren und sind in den kommunistischen und marxistisch-leninistischen Parteien ausgewählte Parteikader und Leiter der jeweiligen Parteileitungen selbst. Die Kommunistische Partei der Sowjetunion führte das Leitungsprinzip über Sekretäre ein. 1939 formulierte Josef Stalin: „Die Parteikader sind der Kommandobestand der Partei, und da unsere Partei sich an der Macht befindet, stellen Sie zugleich auch den Kommandobestand der leitenden Staatsorgane dar...“ Unbestrittener Parteiführer der KPdSU war von 1912 bis 1924 Lenin. 1922 übernahm Stalin das neu geschaffene Amt des Generalsekretärs der Partei, das dieser nach dem Tod Lenins 1924 zunehmend mit einer auf seine Person zugeschnittenen Diktaturischen Machtbefugnis ausstattete. Dieses Selbstverständnis leitet sich aus der These der Diktatur des Proletariats ab und wurde Vorbild für viele später gegründete Kommunistische und Arbeiterparteien der Komintern und des Ostblocks, so auch für die Sozialistische Einheitspartei Deutschlands (SED).

### Sozialistische Einheitspartei Deutschlands

#### Innerparteiliche Stellung
Parteisekretäre waren in der (SED) nach dem Parteistatut benannte Funktionäre, die von folgenden Organen der Partei gewählt wurden und deren Parteileitungen sie vorstanden:
- Das Zentralkomitee der SED (ZK) wählte seinen leitenden Generalsekretär. Von 1953 bis 1976 wurde an seiner Stelle der Erste Sekretär des ZK gewählt.
- Das Zentralkomitee wählte die Sekretäre, die das Sekretariat bildeten. Es hatte vornehmlich die Aufgabe, die laufende Arbeit, die Kontrolle der Umsetzung der Parteitagsbeschlüsse und die Auswahl der Kader abzusichern. So gab es einen Sekretär für Kirchenfragen und andere.
- Auch die Bezirks-, Kreis-, Stadt- und Stadtbezirksleitungen wählten Sekretäre. Die Bestätigung der Sekretäre erfolgte entsprechend der Nomenklatur.
- Fundament der Partei bildeten ihre Grundorganisationen (GO), die in nahezu allen Wirtschafts-Betrieben, staatlichen und wissenschaftlichen Einrichtungen, Wohngebieten und in den bewaffneten Organen der DDR gegründet wurden, wenn mindestens drei Parteimitglieder dort vorhanden waren. Die Grundorganisationen wählten ihre Leitungen, denen Sekretäre vorstanden. Größere Grundorganisationen konnten auch mehrere Abteilungsparteiorganisationen (APO) bilden, denen dann die APO-Sekretäre vorstanden.
- Innerhalb der GO und APO konnten Parteigruppen gebildet werden. Die wählten keinen Sekretär, sondern ihren Parteigruppenorganisator.

Für die SED mit ihren circa zwei Millionen Mitgliedern arbeiteten Ende der 1980er Jahre etwa 44.000 hauptamtliche Mitarbeiter und 300.000 nebenamtliche Mitarbeiter darunter 100.000 Parteisekretäre.
Da die Sekretäre der Grundorganisationen und APO an der Basis wirkten, war der Bevölkerung gerade deren Parteisekretär allgegenwärtig. Unausgesprochen war klar, dass mit dem Parteisekretär nur ein Sekretär der SED gemeint war.

#### Kompetenzen der Parteisekretäre
Die von der SED beanspruchte Führungsrolle in der Gesellschaft wirkte bis an die Basis. Die Parteisekretäre in den Betrieben waren den staatlichen oder genossenschaftlichen Leitungen (zum Beispiel Direktoren, Abteilungs-, Bereichsleitern, Vorsitzenden der Genossenschaften) zur Seite gestellt. In der ideologisch definierten Gesellschaft hatten sie unter anderem die Sicherung des politisch-ideologischen und organisatorischen Einflusses der Partei zur Verwirklichung ihrer führenden Rolle in allen gewerkschaftlichen Bereichen zur Aufgabe.
Das war durch folgende Gegebenheiten real umgesetzt:
- Der Parteisekretär hatte das Recht, an den Produktionsberatungen, Leitungssitzungen teilzunehmen. In volkseigenen Betrieben fiel keine wesentliche Entscheidung ohne die SED.
- Die staatlichen, genossenschaftlichen und viele wissenschaftliche, künstlerische, medizinische und Leiter weiterer Körperschaften waren selbst Mitglied der SED und unterlagen damit direkt deren Forderungen, die mit den Parteisekretären Gestalt annahmen.

#### Parteisekretäre in bewaffneten Organen
Auch in der Nationalen Volksarmee (NVA), der Volkspolizei, dem Ministerium für Staatssicherheit (MfS) gab es Parteisekretäre, die den Parteiorganisationen in diesen Körperschaften vorstanden. Organisatorisch waren die Parteiorganisationen aber der nächsthöheren territorialen Parteiinstanz zugeordnet: die GO in der Zentrale des MfS zum Beispiel dem Zentralkomitee, die GO der einzelnen Bezirksverwaltungen des MfS den 14 Bezirksleitungen und die GO in den Kreisverwaltungen den Kreisleitungen der SED.
Waren die Parteisekretäre der GO in den bewaffneten Organen den territorialen Parteileitungen zwar zugeordnet, so waren aber die Kommandohierarchie und die militärische Befehlsautorität dadurch niemals beeinträchtigt.

## Aktuelle Situation (Auswahl)

### Parteisekretäre
Auch nach dem Zweiten Weltkrieg etablierten sich sofort die Sekretäre der im Deutschen Reich verbotenen SPD. Zum Beispiel wurde Erich Ollenhauer nach seiner Rückkehr 1946 Sekretär der SPD der Westzonen im Büro Dr. Schumacher in Hannover oder der Gewerkschafter Heinz Kluncker Parteisekretär der SPD in Wuppertal. Die Partei stellte ihm einen Funktionär-Ausweise aus, in dem als Funktion „Sekretär“ vermerkt war.
Die heutigen deutschen Parteien SPD und
CDU haben nur noch Generalsekretäre.
Die britische Labour Party hat Sekretäre der Ortsgruppen und Parteisekretäre auf Wahlkreisebene.
Die Schweizerische Volkspartei (SVP) der Stadt Zürich hat einen
Parteisekretär, ebenso die Christlichdemokratische Volkspartei (CVP) Graubünden oder die SP (Schweiz). Ebenso werden oft Funktionäre auf Kantons- oder Gemeindeebene Parteisekretär genannt.
In der spanischen Sozialistische Arbeiterpartei (Partido Socialista Obrero Español, PSOE) gibt es unter anderen einen Parteisekretär für Gewerkschaftspolitik.
Dass der Parteisekretär auch in modernen Parteien Macht entfaltet, zeigte folgendes Beispiel: Im Verlauf der 1950er Jahre wurde die Sozialdemokratische Partei Finnlands (SDP) zunehmend von inneren Streitereien und Machtkämpfen zerrissen. Am Ende des Jahrzehnts führte diese Entwicklung zur Spaltung der Partei. Der Konflikt stellte sich nach außen hin als Konfrontation zwischen dem Lager um den Parteivorsitzenden Emil Skog einerseits und dem Lager um Parteisekretär Väinö Leskinen andererseits dar.

### Generalsekretär
Ende des 20. und Anfang des 21. Jahrhunderts haben die meisten Parteien einen Generalsekretär. Die deutsche Freie Demokratische Partei (FDP) führte 1971 das Amt des Generalsekretärs neu ein. Die Generalsekretäre sind in der Regel dem Vorsitzenden und seinem Stellvertreter untergeordnet und führen die organisatorische und tagesaktuelle Arbeit der jeweiligen Partei.